# گیورگی چهارم گرجستان
گیورکی چهارم گرجستان (گرجی: ლაშა გიორგი؛ 1191/4 – 18 January 1222/23 (aged 31))، پسر داود سوسلان و ملکه تامار از خاندان باگراتیونی‌ها بود که از سال ۱۲۱۳ تا ۱۲۲۳ میلادی بر گرجستان حکم راند. در این دوره بود که وی سیاسیت مبارزه با دول مسلمان همسایه را پیش برد و از صلیبیون برای بازپس‌گیری اورشلیم طی جنگ صلیبی چهارم حمایت کرد. همچنین در این دوره برای نخستین بار مغولان به منطقه هجوم بردند و ارتش گرجستان طی دو نبرد از سپاه مغول شکست خورد و تلفات سنگینی به این پادشاهی وارد آمد.